# Coulée par centrifugation

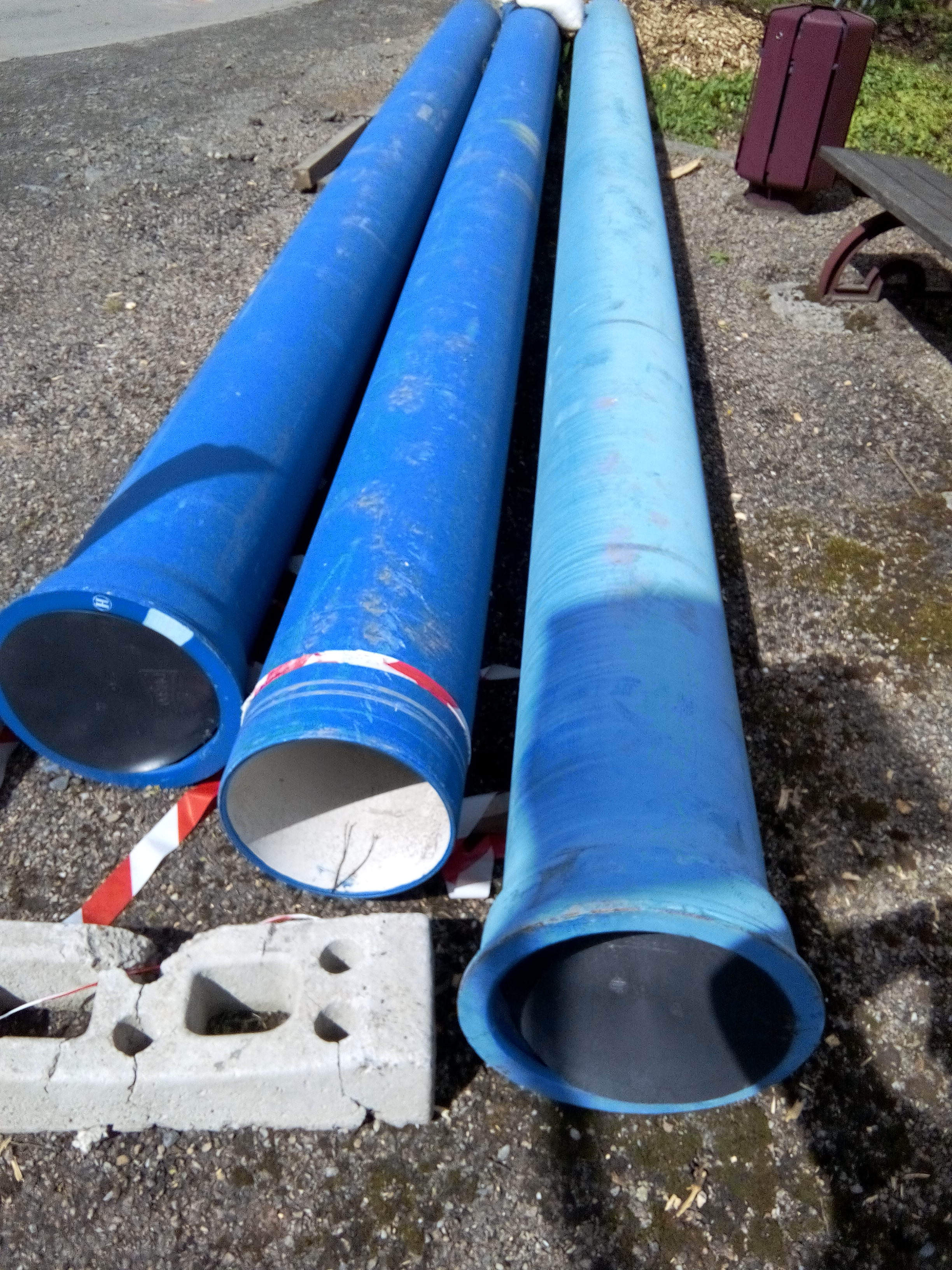
Tuyaux en fonte ductile obtenus par centrifugation.

La coulée par centrifugation ou le coulage par centrifugation est un procédé de fabrication de produits cylindriques creux. Un liquide est soumis a une rotation à grande vitesse autour de l'axe du moule qui le contient jusqu'à sa solidification.
Ce procédé est appliqué à différents matériaux tels que les métaux, le béton et les matières plastiques.

## Métaux
Une coquille métallique ou carapace sable (procédé Croning ou procédé boîte chaude) est entraînée en rotation rapide. Le métal liquide versé à l’intérieur se colle à la paroi par la force centrifuge et se solidifie. L’épaisseur de la pièce dépend de la quantité de métal versé.

### Pièces produites
- Chemise de cylindre pour les moteurs à explosion, coulée en fonte sur des machines automatiques (carrousels de centrifugation),
- Bague de palier en fonte, bronze ou alliage de régule,
- Cylindre broyeur en acier ou fonte GS,
- Cylindre de laminoir en coulée verticale,
- Tuyau rigide pour canalisation (fonderie de Pont-à-Mousson).

### Avantages
- La centrifugation et la pression sur la matière provoquent un dégazage et expulse vers la partie externe les impuretés contenues dans le bain de métal liquide,
- Obtention d'une structure fine et compacte avec absence de retassures et de porosités,
- Usinage facilité du fait de la bonne tenue géométrique et structurelle de la matière,
- Réglage fin de l’épaisseur de la pièce par dosage de la quantité de métal coulée,
- Remplissage des zones peu épaisses et des formes extérieures en reliefs (collerette),
- Caractéristiques mécaniques les plus élevées obtenues en fonderie.

## Béton
Moulage des tuyaux non métalliques comme les canalisations en béton ou béton armé pour les aqueducs, les eaux claires, les eaux noires, etc.

## Matières plastiques
Le liquide utilisé peut être un monomère fluide, un prépolymère fluide ou une dispersion de polymère. Pour obtenir la matière plastique, les monomères et les prépolymères se polymérisent et le solvant de la dispersion s’évapore.